# Terry Downes
Terry Downes, soprannominato L'Espresso di Paddington (Paddington, 9 maggio 1936 – Londra, 6 ottobre 2017), è stato un pugile britannico, campione mondiale dei pesi medi tra il 1961 e il 1962.

## Carriera
Professionista dal 1957, al terzo match ebbe la sfortuna di incontrare il nigeriano Dick Tiger futuro campione del mondo dei pesi medi e dei mediomassimi e fu sconfitto per knock-out tecnico al quinto round. Il 30 settembre 1958 conquistò il titolo britannico vacante dei pesi medi battendo Phil Edwards per knock-out tecnico alla tredicesima ripresa. Perse la cintura nazionale un anno dopo contro John McCormack per squalifica all’ottava ripresa. La riconquistò, con in aggiunta il titolo del Commonwealth britannico, il 3 novembre 1959, mettendo KO l’avversario all'ottava ripresa.
L’11 ottobre 1960, a Wembley, batté ai punti il quotato Joey Giardello già sfidante al titolo mondiale, che - a suo dire - aveva combattuto con una frattura alla mano destra a partire dalla seconda o dalla terza ripresa.
Il 14 gennaio 1961 Downes fu quindi designato per sfidare a Boston Paul Pender, per il titolo mondiale lineare dei pesi medi, riconosciuto dalla Commissione Atletica dello Stato di New York e dalla rivista The Ring ma perse per knock-out tecnico alla nona ripresa.
Conquistò inaspettatamente il titolo mondiale dei medi nella rivincita concessagli da Pender l'11 luglio 1961, alla Wembley Arena di Londra, per abbandono alla nona ripresa. L'incontro fu dichiarato Sorpresa dell'anno 1961 dalla rivista Ring Magazine.
Fu allestito allora un terzo incontro tra Pender e Downes, il 7 aprile 1962, al Boston Garden, che lo statunitense si aggiudicò ai punti, riconquistando la cintura mondiale.
In seguito Downes batté pugili di spessore notevole quali l’astro nascente della categoria Don Fullmer e l’anziano ex campione mondiale Sugar Ray Robinson, in entrambi i casi ai punti. Passò quindi ai pesi mediomassimi e fu designato sfidante al titolo mondiale in possesso dell'italo-americano Willie Pastrano. Fu però sconfitto per Kot all’undicesima ripresa, il 30 novembre 1964 a Manchester.
Dopo questo match si ritirò dal pugilato agonistico.